# Cathédrale de Potenza
La cathédrale de Potenza est une église catholique romaine de Potenza, en Italie. Il s'agit de la cathédrale de l'archidiocèse de Potenza-Muro Lucano-Marsico Nuovo. À l'origine, l'édifice était dédié à Notre-Dame de l'Assomption jusqu'à la fin de l'an 1000, et puis à Gérard de Potenza (it), saint, évêque et patron de la ville. En novembre 1980, elle a été élevée à la dignité de basilique mineure.

## Présentation
Un temple dédié à la Vierge de l'Assomption date probablement du Ve ou du VIe siècle, époque à laquelle il aurait été fondé par saint Oronce de Lecce. Une nouvelle église dédiée à saint Gérard de la Porte (ou de Potenza), patron de la ville et dont les reliques sont conservées ici, a été construite entre le XIIe et le XIIIe siècle, sous le patronage de l'évêque Bartolomeo (1197-1206). Le clocher en pierre à cinq étages de cette église, attribué aux dessins de Sàrolo di Muro Lucano, existe toujours.
L'église actuelle est principalement due à une reconstruction de 1783 à 1799 en style néoclassique sur un projet d'Antonio Magri, un élève de Luigi Vanvitelli. Depuis, l'église a dû être réparée à la suite de plusieurs tremblements de terre et d'un bombardement en 1943.

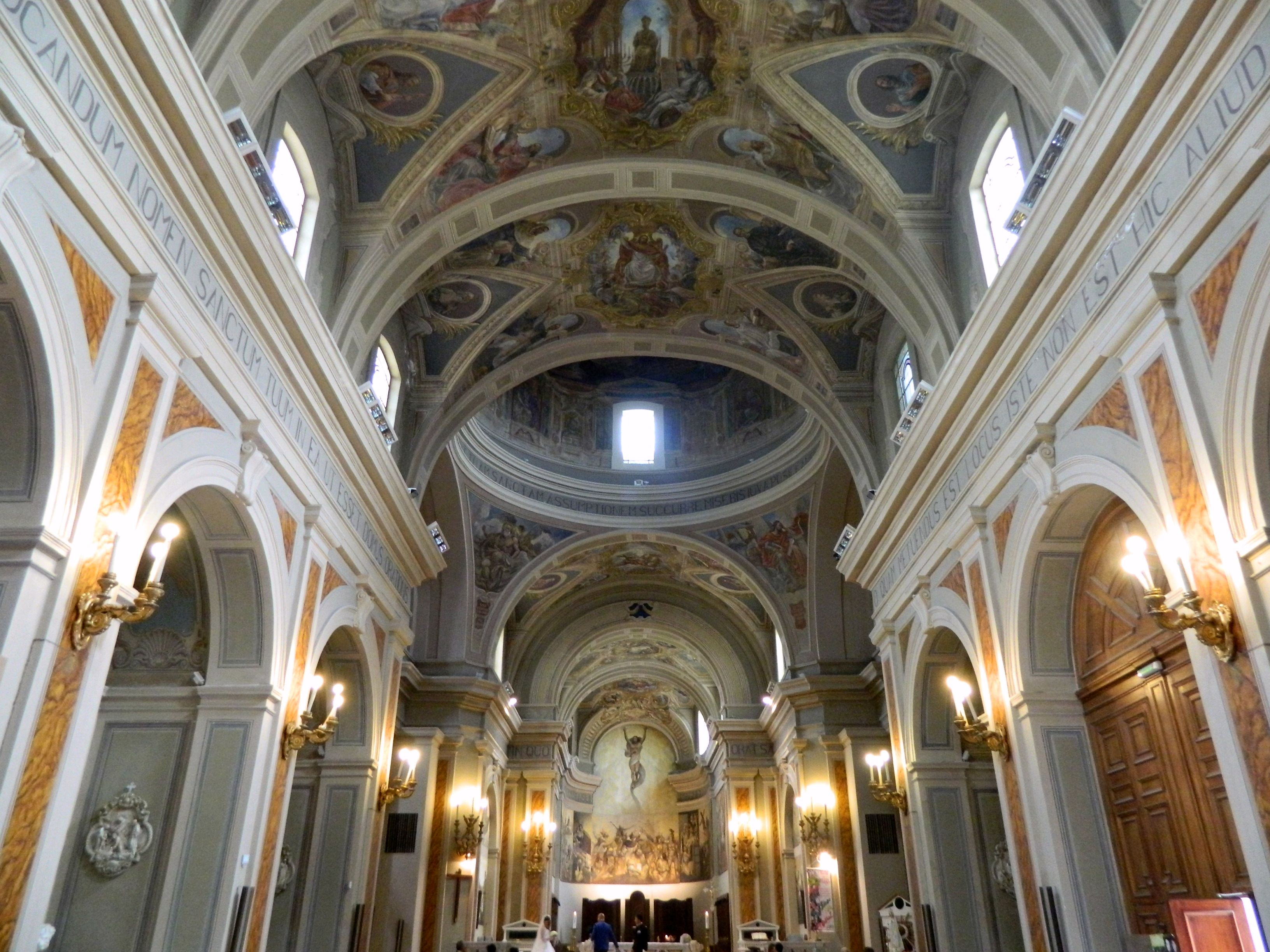
Le plafond de la nef.

Les plafonds et l'abside présentent un programme élaboré de fresques peintes au XXe siècle. Le plafond a été peint (1933-1934) de la façade au presbytère avec des scènes de l'Ancien et du Nouveau Testament par le peintre Mario Prayer. Les portes en bronze (1968) ont été créées par Giuseppe Niglia. Sous l'autel principal se trouve une crypte avec des preuves archéologiques de structures antérieures et ornée de pavement en mosaïque. La coupole est ornée de fresques représentant une procession de saint Gérard. L'abside est ornée d'un Christ Rédempteur peint à fresque sur un fond lumineux. La chapelle Saint-Gérard possède une statue reliquaire du XVe siècle.

## Source
- (en) Cet article est partiellement ou en totalité issu de l’article de Wikipédia en anglais intitulé « Potenza Cathedral » (voir la liste des auteurs).

### Article lié
- Liste des cathédrales d'Italie
- Liste des cathédrales de la Basilicate